# Апеляційний суд Закарпатської області
Апеляційний суд Закарпатської області — колишній загальний суд апеляційної (другої) інстанції, розташований у місті Ужгороді, юрисдикція якого поширювалася на Закарпатську область.
Суд здійснював правосуддя до початку роботи Закарпатського апеляційного суду, що відбулося 3 жовтня 2018 року.

## Керівництво
Голова суду — Фазикош Ганна Василівна
 Заступник голови суду — Гошовський Георгій Миколайович
 Керівник апарату — Боклах Галина Іванівна.

## Показники діяльності у 2015 році
У 2015 році надійшло 4648 справ та матеріалів (1097 кримінального судочинства; 3213 цивільного судочинства; 338 про адміністративні правопорушення). Розглянуто 4510 справ та матеріалів (1097 кримінального судочинства; 3083 цивільного судочинства; 330 про адміністративні правопорушення).
Середньомісячне навантаження справ та матеріалів на  одного суддю:
- цивільних справ — 15.3;
- кримінальних справ — 6.64;
- справ про адміністративні правопорушення — 2.04[6].